# حمض نووي للعضيات
حمض نووي عضيي (بالإنجليزية: Organellar DNA)‏، هو الحمض النووي الموجود في العضيات خارج نواة الخلايا حقيقية النواة.

## أمثلة
- الميتوكوندريا تحتوي على حمض نووي ريبوزي خاص بها ؛ توجد المتقدرات في خلايا الحيوانات والإنسان .
- البلاستيدات (صانعة خلوية) (على سبيل المثال في الصانعات يخضورية (البلاستيدات الخضراء) تحتوي على حمض نووي خاص بها و توجد البلاستيدات في النباتات .

## التركيب
على عكس الحمض النووي للنواة ، الذي يكون موجودا في شكل جزيئات خطية داخل الصبغيات، الحمض النووي للعضيات يكون موجود كجزيئات دائرية ومن عدة نسخ و بأعداد كبيرة، ولكنها اٌقصر كثيرا من الحمض النووي الريبوزي منقوص الأكسجين.